# Бушменленд
Бушменленд се нарича бивш бантустан в Югозападна Африка (днешна Намибия) създаден от проапартейдското правителство с цел управлението на местните жители от племената бушмени.
Площта на бантустана е 23 927 km2, а населението наброявало около 12 000 души. Административен център е бил град Цумкве.
Бушменленд подобно на останалите девет бантустана в Югозападна Африка е закрит през май 1989 г. успоредно с обявяване на независимостта на Намбия.